# Cyrtodactylus malcolmsmithi
Cyrtodactylus malcolmsmithi là một loài thằn lằn trong họ Gekkonidae. Loài này được Constable mô tả khoa học đầu tiên năm 1949.